# Leptomicrurus narduccii
Leptomicrurus narduccii (андійський чорний кораловий аспід) — вид отруйних змій родини аспідових (Elapidae). Мешкає в Південній Америці.

## Підвиди
Виділяють два підвиди:
- Leptomicrurus narduccii narduccii (Jan, 1863);
- Leptomicrurus narduccii melanotus (Peters, 1881).

## Поширення і екологія
Андійські чорні коралові аспіди мешкають на східних схилах Анд в Колумбії, Еквадору, Перу і Болівії, а також у прилеглих районах Амазонії, зокрема на північному заході Бразилії. Вони живуть у вологих тропічних лісах, на висоті від 100 до 1500 м над рівнем моря.